# Grupa specjalna
Grupa specjalna – zorganizowana niewielka grupa żołnierzy wykonująca zadania rozpoznawcze (grupa rozpoznawcza), dywersyjne (grupa dywersyjna) i specjalne na tyłach przeciwnika. Element organizacyjny wojska. Wchodzi w skład plutonu/kompanii w siłach specjalnych.